# Jan II. ze Šelmberka
Jan II. ze Šelmberka (1447–1508) byl nejvyšší kancléř (1473–1503) a komorník (1503–1508) Českého království. Byl krnovským knížetem a členem královské rady. Ve sporech mezi katolíky a utrakvisty byl nestranným rozhodčím.

## Životopis
Jan II. ze Šelmberka pocházel ze šlechtického rodu ze Šelmberku. Jeho rodiči byli Jaroslav II. ze Šelmberka a Veronika Černohorská z Boskovic. Jan byl dvakrát ženatý. Jeho první manželkou byla Jana Alžběta ze Stráže. Sňatkem vyženil velký majetek pánů ze Stráže. Měli spolu syny Jiřího, Jaroslava, Jindřicha a dcery Veroniku, Kateřinu a Magdalénu. Dcera Kateřina ze Šelmberka byla otcem donucena si vzít téměř dvakrát staršího Mikuláše mladšího Trčku z Lípy, který odhalil její nevěru s mladým rytířem a nechal svou mladou manželku zazdít v pouhých 22 letech zaživa na hradě Opočno. Druhou manželkou byla Johanka z Krajku, vdova po Janu Tovačovském z Cimburka. Jan II. ze Šelmberka byl přední člen královské rady a nejčastější přísedící komorního soudu. Patřil mezi důvěrníky krále, který ho často za sebe vysílal jako zástupce na zemské sněmy, za to byl Jan hojně odměňován. V době konfliktu mezi českým králem Vladislavem Jagellonským a uherským králem Matyášem Korvínem stál vždy věrně na straně Vladislava. Díky podpoře krále získal Jan II. ze Šelmberka úřad nejvyššího kancléře, mezi jeho podřízené (sekretář) a obdivovatele patřil humanista Bohuslav Hasištejnský z Lobkovic.

## Majetek
Jan ze Šelmberka patřil na počátku 16. století mezi dvanáct nejbohatších českých šlechticů. V roce 1505 zaujal podle odhadu majetku panským a rytířským stavem ve válce proti odbojným Šlikům třetí pozici.
Jan vlastnil domy na Starém Městě Pražském a na Malé Straně. Patřily mu statky Spěšov, Kostelec nad Labem, Popovice, Bouzov, Fürstenstein (Książ) ve Slezsku, Červená Řečice, Přerov, Kostomlaty, Kost, Trosky, Studénka, Šelmberk. V jeho vlastnictví bylo i Krnovské knížectví, které mu postoupil samotný král Vladislav Jagellonský, který je považoval za odúmrť po bezdětném Janu IV. Krnovském. Svého nároku na knížectví krnovské se nechtěla vzdát Barbora Krnovská, sestra předchozího majitele (než jej pro sebe zabral uherský král Matyáš Korvín). Správu knížectví svěřil Jan svému synovi Jiřímu ze Šelmberka (německy: Georg von Schellenberg) a spor o vlastnictví byl vyřešen svatbou Jiřího a dcery krnovské kněžny a Jana IV. Osvětimského Heleny Osvětimské.